# Dây gân Java
Gouania javanica là một loài thực vật có hoa trong họ Táo. Loài này được Miq. mô tả khoa học đầu tiên năm 1856.